# Air Force Materiel Command

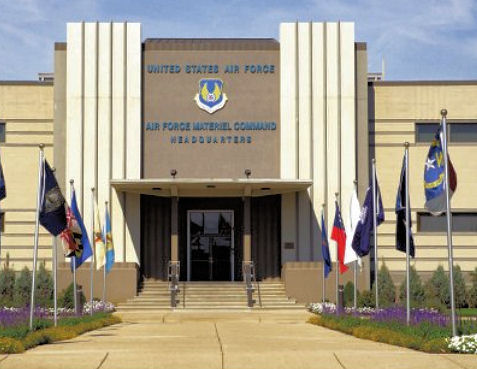
Il Quartier Generale a Wright-Patterson AFB

L'Air Force Materiel Command (AFMC) è un Major Command dell'U.S.A.F. responsabile del supporto logistico e della ricerca, lo sviluppo, l'acquisizione e i test di tutti i suoi Sistemi d'arma. Il quartier generale è situato presso la Wright-Patterson Air Force Base, Ohio.

## Missione
Il comando sostiene la ricerca e lo sviluppo, conduce i test e la valutazione, fornisce servizi di gestione dell'acquisizione e il supporto logistico necessari per mantenere tutti i sistemi d'arma e gli uomini delle forze aeree statunitensi sempre pronti all'impiego operativo.

## Storia
L'AFMC traccia la sua eredità a partire dal 1917 presso McCook Field, una struttura di ingegneria sperimentale vicino Dayton, Ohio. Con la creazione dello U.S. Air Service nel 1918, l'organizzazione divenne nota come Engineering Division e fu ampliata per includere la responsabilità anche del sistema logistico. Nel 1926 mutò il nome in Air Corps Materiel Division, e come più grande reparto dell'Air Corps, fu responsabile della ricerca, sviluppo, assimilazione, manutenzione, fornitura e test di volo di tutti gli aerei e gli equipaggiamenti.
La ricerca e sviluppo e la logistica furono separate durante la seconda guerra mondiale, sebbene riunite per qualche anno alla fine del 1940 sotto l'Air Materiel Command. Nel 1950 l'Air Research and Development Command fu scorporato come organizzazione separata dedicata strettamente alla ricerca e sviluppo. Nel 1961, l'Air Materiel Command fu rinominato Air Force Logistics Command (AFLC), mentre l'Air Research and Development Command ottenne la responsabilità anche dell'acquisizione dei sistemi d'arma e divenne l'Air Force Systems Command (AFSC).
Il 1 luglio 1992 i due comandi furono combinati per creare l'odierno Air Force Materiel Command, una singola organizzazione con una missione allargata, che fornisce supporto logistico e scienza, tecnologia, ricerca, sviluppo e test. Il nuovo comando ha enormi risorse e responsabilità, avendo a disposizione circa il 31% dell'intero Budget dell'U.S.A.F. Gestisce 9 basi aeree e sostiene le scuole per i piloti collaudatori e per la medicina aerospaziale.

## Equipaggiamento
Il comando dispone dei seguenti velivoli:
- 5 Bombardieri B-1B, B-2A, B-52H
- 47 Aerei da caccia ed attacco F-22A, F-35A, F-15C/D/E, F-16C/D, A-10C
- 5 Elicotteri UH-1N e HH-60U
- 15 Velivoli informazioni, sorveglianza, ricognizione, comando, controllo e comunicazione RQ-4, MQ-1, MQ-9 e NC-135W
- 1 Aereo da rifornimento in volo KC-135R
- 15 Addestratori T-38C
- 24 Aerei da Trasporto C-12C/D/F e C-17A

## Organizzazione
L'Air Force Materiel Command attualmente, al settembre 2023, controlla i seguenti reparti:

### Ricerca, Sviluppo, Test e Valutazione
- Air Force Research Laboratory, Wright-Patterson AFB, Ohio
  - Aerospace Systems Office, Wright-Patterson AFB, Ohio
  - Air Force Office of Scientific Research,  Arlington, Virginia
  - AF Strategic Development Planning and Experimentation Office, Wright-Patterson AFB, Ohio
  - Directed Energy Office, Kirtland AFB, New Mexico
  - Information Office, Rome, New York
  - Materials and Manufacturing Office, Wright-Patterson AFB, Ohio
  - Munitions Office, Eglin AFB, Florida
  - Sensors Office, Wright-Patterson AFB, Ohio
  - Space Vehicles Office, Kirtland AFB, New Mexico
  - 711th Human Performance Wing - Wright-Patterson AFB, Ohio
- Air Force Nuclear Weapons Center, Kirtland AFB, New Mexico
  - AFPEO–Nuclear Command, Control, and Communications, Hanscom AFB, Mass.
  - AFPEO–Strategic Systems Kirtland AFB, New Mexico
- Air Force Test Center, Edwards AFB, California
  - Arnold Engineering Development Complex, Arnold AFB, Tennessee
  - 96th Test Wing, Eglin AFB, Florida
  - 412th Test Wing, Edwards AFB, California
  - U.S. Air Force Test Pilot School, Edwards AFB, California

### Acquisizione
- Air Force Life Cycle Management Center, Wright-Patterson AFB, Ohio

### Logistica
- Air Force Installation and Mission Support Center, JBSA-Lackland, Texas
  - Air Force Civil Engineer Center, JBSA-Lackland, Texas
  - Air Force Financial Management Center of Expertise, Buckley SFB, Colorado
  - Air Force Installation Contracting Center, Wright-Patterson AFB, Ohio
  - Air Force Security Forces Center, JBSA-Lackland, Texas
  - Air Force Services Center JBSA-Lackland, Texas
- Air Force Sustainment Center, Tinker AFB, Oklahoma
  - Ogden Air Logistics Complex, Hill AFB, Utah
  - Oklahoma City Air Logistics Complex, Tinker AFB, Oklahoma
  - Warner Robins Air Logistic Complex, Robins AFB, Georgia
  - 72nd Air Base Wing, Tinker AFB, Oklahoma
  - 75th Air Base Wing, Hill AFB, Utah
  - 78th Air Base Wing, Robins AFB, Georgia
  - 448th Supply Chain Management Wing, Tinker AFB, Oklahoma
  - 635th Supply Chain Operations Wing, Scott AFB, Illinois

## Basi
Il comando ha giurisdizione sulle seguenti basi militari:
- Arnold Air Force Base, Tennessee
- Edwards Air Force Base, California
- Eglin Air Force Base, Florida
- Hanscom Air Force Base, Massachusetts
- Hill Air Force Base, Utah
- Robins Air Force Base, Georgia
- Tinker Air Force Base, Oklahoma
- Wright-Patterson Air Force Base, Ohio

## Comandanti
- Generale Ronald W. Yates, 1992–1995
- Generale Henry Viccellio Jr., giugno 1995 – maggio/giugno 1997
- Generale George T. Babbitt, Jr., maggio 1997 – 2000
- Generale Lester Lyles, maggio 2000 – ottobre 2003
- Generale Gregory S. Martin, 2003–2005
- Generale Bruce A. Carlson, 2005–2008
- Generale Donald J. Hoffman, 2008–2012
- Generale Janet C. Wolfenbarger, 2012–2015
- Generale Ellen M. Pawlikowski, 2015–oggi